# Set Lleis

Moviments separatistes a Mèxic entre 1836 i 1845.

Les Set Lleis (Siete Leyes en castellà) van ser una sèrie d'instruments constitucionals que van alterar fonamentalment l'estructura organitzativa de la jove Primera República Mexicana. Van ser promulgades sota la presidència d'Antonio López de Santa Anna el 15 de desembre 1835 per tal de centralitzar i enfortir el govern federal en moments en què la mateixa independència de Mèxic era posada en qüestió.
1. Els 15 articles de la primera llei concedien la ciutadania als que sabien llegir i tenien uns ingressos anuals de 100 pesos, excepte als treballadors domèstics, que no tenien dret a vot.
2. La segona llei permetia al President tancar el Congrés i suprimir el Tribunal Suprem. Als militars no se'ls permetia assumir aquesta responsabilitat.
3. Els 58 articles de la tercera llei van establir un Congrés bicameral de diputats i senadors, elegits per òrgans governamentals. Els diputats tenien un mandat de quatre anys i els senadors de sis.
4. Els 34 articles de la quarta llei especificaven que el Tribunal Suprem, el Senat de Mèxic, i el Consell de Ministres proposarien tres candidats, i la Cambra Baixa de escolliria dels nou candidats el president i vicepresident,
5. La cinquena llei establia un Tribunal Suprem d'11 membres elegits de la mateixa forma que el president i el vicepresident.
6. Els 31 articles de la sisena Llei reemplaçaven els "estats" de la República Federal per "departaments" centralitzats, a imatge del model francès, els governadors i legisladors serien designats pel president.
7. La setena llei prohibia tornar a les lleis anteriors a la reforma en un temps de sis anys.

Algunes de les lleis van ser molt discutides en el seu temps principalment pel seu caràcter centralista, i van desembocar en diversos moviments separatistes, particularment la Guerra de la independència de Texas.